# Lochen am See

Le chœur d'église à Gebertsham dans la municipalité de Lochen, attribué à Gordian Guckh et son atelier. Photo juin 2017.

Lochen am See est une commune autrichienne du district de Braunau am Inn en Haute-Autriche.

## Géographie
Localités de Lochen am See :
- Ainhausen
- Astätt
- Babenham
- Bergham
- Daxjuden
- Dirnham
- Edenplain
- Feldbach
- Gebertsham
- Gunzing
- Gutferding
- Hofstätt
- Intenham
- Kerschham
- Koppelstätt
- Kranzing
- Lasberg
- Lochen am See
- Niedertrum
- Oberhaft
- Oberweißau
- Petersham
- Rackersing
- Reitsham
- Scherschham
- Schimmerljuden
- Sprinzenberg
- Stein
- Stullerding
- Tannberg
- Unterlochen
- Wichenham
- Zeisental